# Ondřej Bank
Ondřej Bank (ur. 27 października 1980 w Zábřehu) – czeski narciarz alpejski.

## Kariera
Po raz pierwszy na arenie międzynarodowej Ondřej Bank pojawił się 2 grudnia 1995 roku w Annaberg-Lungötz, gdzie w zawodach FIS Race zajął 27. miejsce w slalomie. W 1996 roku wystartował na mistrzostwach świata juniorów w Schwyz, gdzie jego najlepszym wynikiem było 49. miejsce w zjeździe. W tej kategorii wiekowej najlepszy wynik osiągnął podczas mistrzostw świata juniorów w Pra Loup w 1999 roku, gdzie zajął 29. miejsce w slalomie.
W Pucharze Świata zadebiutował 9 stycznia 2001 roku w Adelboden, gdzie nie zakwalifikował się do drugiego przejazdu w slalomie gigancie. Pierwsze pucharowe punkty wywalczył trzy lata później, 11 stycznia 2004 roku w Chamonix, zajmując czternaste miejsce w kombinacji. Na podium zawodów tego cyklu Bank po raz pierwszy stanął 29 listopada 2007 roku w Beaver Creek, gdzie był trzeci w superkombinacji. W zawodach tych wyprzedzili go jedynie Daniel Albrecht ze Szwajcarii oraz Francuz Jean-Baptiste Grange. Wynik ten powtórzył ponad siedem lat później, 23 stycznia 2015 roku w Kitzbühel, gdzie ponownie był trzeci w tej konkurencji. Tym razem lepsi byli jedynie Francuz Alexis Pinturault oraz Austriak Marcel Hirscher. Najlepsze wyniki osiągnął w sezonie 2010/2011, kiedy zajął 26. miejsce w klasyfikacji generalnej, a w klasyfikacji kombinacji był siódmy.
Pierwszą dużą imprezą międzynarodową w jego karierze były mistrzostwa świata w Sankt Anton, gdzie był między innym szósty w kombinacji. Startował jeszcze w sześciu edycjach zawodów tego cyklu, jednak nigdy nie zdobył medalu. Najlepszy wynik osiągnął podczas rozgrywanych w 2011 roku mistrzostw świata w Garmisch-Partenkirchen, gdzie wywalczył piąte miejsce w superkombinacji. Do brązowego medalisty tych zawodów, Włocha Petera Filla Czech stracił 0,49 sekundy. Bank był ponadto szósty w kombinacji na igrzyskach olimpijskich w Turynie w 2006 roku oraz siódmy w tej konkurencji na rozgrywanych cztery lata później igrzyskach w Vancouver. Najlepiej zaprezentował się jednak na igrzyskach olimpijskich w Soczi w 2014 roku, gdzie był piąty w gigancie, siódmy w superkombinacji oraz dziewiąty w supergigancie.

## Osiągnięcia

### Igrzyska olimpijskie
| Miejsce | Dzień     | Rok  | Miejscowość    | Konkurencja     | Czas biegu  | Strata  | Zwycięzca           |
| ------- | --------- | ---- | -------------- | --------------- | ----------- | ------- | ------------------- |
| 39.     | 10 lutego | 2002 | Salt Lake City | Zjazd           | 1:39,13 min | +4,20 s | Fritz Strobl        |
| DNS     | 13 lutego | 2002 | Salt Lake City | Kombinacja      | 3:17,56 min | –       | Kjetil André Aamodt |
| DNS1    | 16 lutego | 2002 | Salt Lake City | Supergigant     | 1:21,58 min | –       | Kjetil André Aamodt |
| DNF1    | 21 lutego | 2002 | Salt Lake City | Gigant          | 2:23,28 min | –       | Stephan Eberharter  |
| DNF2    | 23 lutego | 2002 | Salt Lake City | Slalom          | 1:41,06 min | –       | Jean-Pierre Vidal   |
| DNF1    | 12 lutego | 2006 | Turyn          | Zjazd           | 1:48,80 min | –       | Antoine Dénériaz    |
| 6.      | 14 lutego | 2006 | Turyn          | Kombinacja      | 3:09,35 min | +1,65 s | Ted Ligety          |
| DNF1    | 18 lutego | 2006 | Turyn          | Supergigant     | 1:30,65 min | –       | Kjetil André Aamodt |
| 16.     | 20 lutego | 2006 | Turyn          | Gigant          | 2:35,00 min | +2,85 s | Benjamin Raich      |
| DNS1    | 25 lutego | 2006 | Turyn          | Slalom          | 1:43,14 min | –       | Benjamin Raich      |
| 30.     | 15 lutego | 2010 | Vancouver      | Zjazd           | 1:54,31 min | +2,35 s | Didier Défago       |
| 7.      | 21 lutego | 2010 | Vancouver      | Superkombinacja | 2:44.92 min | +1,27 s | Bode Miller         |
| 17.     | 23 lutego | 2010 | Vancouver      | Gigant          | 2:37,83 min | +1,87 s | Carlo Janka         |
| 11.     | 27 lutego | 2010 | Vancouver      | Slalom          | 1:39,32 min | +1,49 s | Giuliano Razzoli    |
| 20.     | 9 lutego  | 2014 | Soczi          | Zjazd           | 2:06,23 min | +2,01 s | Matthias Mayer      |
| 7.      | 14 lutego | 2014 | Soczi          | Superkombinacja | 2:45,20 min | +1,64 s | Sandro Viletta      |
| 9.      | 16 lutego | 2014 | Soczi          | Supergigant     | 1:18,14 min | +0,97 s | Kjetil Jansrud      |
| 5.      | 19 lutego | 2014 | Soczi          | Gigant          | 2:45,29 min | +1,00 s | Ted Ligety          |
| DNS     | 22 lutego | 2014 | Soczi          | Slalom          | 1:41,84 min | –       | Mario Matt          |

### Mistrzostwa świata
| Miejsce | Dzień       | Rok  | Miejscowość       | Konkurencja     | Czas biegu  | Strata  | Zwycięzca            |
| ------- | ----------- | ---- | ----------------- | --------------- | ----------- | ------- | -------------------- |
| 6.      | 5 lutego    | 2001 | Sankt Anton       | Kombinacja      | 2:58,25 min | +6,44 s | Kjetil André Aamodt  |
| 26.     | 8 lutego    | 2001 | Sankt Anton       | Gigant          | 2:23,80 min | +9,70 s | Michael von Grünigen |
| DNF     | 10 lutego   | 2001 | Sankt Anton       | Slalom          | 1:39,66 min | –       | Mario Matt           |
| 41.     | 2 lutego    | 2003 | Sankt Moritz      | Supergigant     | 1:38,80 min | +6,23 s | Stephan Eberharter   |
| 16.     | 6 lutego    | 2003 | Sankt Moritz      | Kombinacja      | 3:18,41 min | +4,90 s | Bode Miller          |
| 37.     | 8 lutego    | 2003 | Sankt Moritz      | Zjazd           | 1:43,54 min | +4,96 s | Michael Walchhofer   |
| DNF1    | 12 lutego   | 2003 | Sankt Moritz      | Gigant          | 2:45,93 min | –       | Bode Miller          |
| DNF2    | 12 lutego   | 2003 | Sankt Moritz      | Slalom          | 1:40,66 min | –       | Ivica Kostelić       |
| 26.     | 29 stycznia | 2005 | Bormio            | Supergigant     | 1:27,55 min | +2,73 s | Bode Miller          |
| 16.     | 3 lutego    | 2005 | Bormio            | Kombinacja      | 3:19,10 min | +6,20   | Benjamin Raich       |
| DNF     | 5 lutego    | 2005 | Bormio            | Zjazd           | 1:56,22 min | –       | Bode Miller          |
| 24.     | 9 lutego    | 2005 | Bormio            | Gigant          | 2:50,41 min | +5,19 s | Hermann Maier        |
| DNF2    | 12 lutego   | 2005 | Bormio            | Slalom          | 1:41,34 min | –       | Benjamin Raich       |
| 36.     | 6 lutego    | 2007 | Åre               | Supergigant     | 1:14,30 min | +1,93 s | Patrick Staudacher   |
| 10.     | 8 lutego    | 2007 | Åre               | Superkombinacja | 2:28,99 min | +1,22 s | Daniel Albrecht      |
| 35.     | 11 lutego   | 2007 | Åre               | Zjazd           | 1:44,68 min | +3,24 s | Aksel Lund Svindal   |
| 17.     | 14 lutego   | 2007 | Åre               | Gigant          | 2:19,64 min | +2,36 s | Aksel Lund Svindal   |
| DNF1    | 17 lutego   | 2007 | Åre               | Slalom          | 1:57,33 min | –       | Mario Matt           |
| 17.     | 9 lutego    | 2011 | Ga-Pa             | Supergigant     | 1:38,31 min | +3,05 s | Christof Innerhofer  |
| 21.     | 12 lutego   | 2011 | Ga-Pa             | Zjazd           | 1:58,41 min | +3,36 s | Erik Guay            |
| 5.      | 14 lutego   | 2011 | Ga-Pa             | Superkombinacja | 2:54,51 min | +2,39 s | Aksel Lund Svindal   |
| 19.     | 18 lutego   | 2011 | Ga-Pa             | Gigant          | 2:10,56 min | +1,83 s | Ted Ligety           |
| DNF1    | 20 lutego   | 2011 | Ga-Pa             | Slalom          | 1:41,72 min | –       | Jean-Baptiste Grange |
| 27.     | 9 lutego    | 2013 | Schladming        | Zjazd           | 2:01,32 min | +4,36   | Aksel Lund Svindal   |
| 11.     | 11 lutego   | 2013 | Schladming        | Superkombinacja | 2:56,96 min | +2,73   | Ted Ligety           |
| DNS     | 15 lutego   | 2013 | Schladming        | Gigant          | 2:28,92 min | –       | Ted Ligety           |
| DNF     | 5 lutego    | 2015 | Vail/Beaver Creek | Supergigant     | 1:15,68 min | -       | Hannes Reichelt      |
| 7.      | 7 lutego    | 2015 | Vail/Beaver Creek | Zjazd           | 1:43,18 min | +0,56 s | Patrick Küng         |
| DSQ1    | 8 lutego    | 2015 | Vail/Beaver Creek | Superkombinacja | 2:36,10 min | -       | Marcel Hirscher      |

### Mistrzostwa świata juniorów
| Miejsce | Dzień     | Rok  | Miejscowość | Konkurencja | Czas biegu  | Strata   | Zwycięzca             |
| ------- | --------- | ---- | ----------- | ----------- | ----------- | -------- | --------------------- |
| DNS     | 27 lutego | 1996 | Schwyz      | Supergigant | 1:26,76 min | –        | Didier Défago         |
| 49.     | 26 lutego | 1998 | Megève      | Zjazd       | 1:20,39 min | +3,14 s  | Andreas Buder         |
| DNF     | 27 lutego | 1998 | Megève      | Supergigant | 1:27,52 min | –        | Freddy Rech           |
| DNF     | 28 lutego | 1998 | Megève      | Gigant      | 2:01,62 min | –        | Benjamin Raich        |
| 31.     | 1 marca   | 1998 | Megève      | Slalom      | 1:23,06 min | +10,20 s | Benjamin Raich        |
| 60.     | 10 marca  | 1999 | Pra Loup    | Zjazd       | 1:08,50 min | +3,65 s  | Klaus Kröll           |
| 36.     | 11 marca  | 1999 | Pra Loup    | Supergigant | 1:11,87 min | +2,69 s  | Manfred Gstatter      |
| DNF     | 13 marca  | 1999 | Pra Loup    | Gigant      | 1:48,10 min | –        | Christoph Alster      |
| 29.     | 14 marca  | 1999 | Pra Loup    | Slalom      | 1:34,96 min | +7,97 s  | Massimiliano Blardone |
| 49.     | 21 lutego | 2000 | Québec      | Zjazd       | 1:10,77 min | +3,52 s  | Thomas Graggaber      |
| 49.     | 22 lutego | 2000 | Québec      | Supergigant | 1:15,69 min | +5,03 s  | Klaus Kröll           |
| DNF     | 25 lutego | 2000 | Québec      | Slalom      | 1:52,95 min | –        | Daniel Défago         |
| 36.     | 26 lutego | 2000 | Québec      | Gigant      | 1:52,09 min | +5,47 s  | Georg Streitberger    |

### Puchar Świata

#### Miejsca w klasyfikacji generalnej
- sezon 2003/2004: 93.
- sezon 2004/2005: 126.
- sezon 2005/2006: 98.
- sezon 2006/2007: 84.
- sezon 2007/2008: 74.
- sezon 2009/2010: 55.
- sezon 2010/2011: 26.[1]
- sezon 2013/2014: 100.
- sezon 2014/2015: 41.

#### Miejsca na podium w zawodach
1. Beaver Creek – 29 listopada 2007 (superkombinacja) – 3. miejsce
2. Kitzbühel – 23 stycznia 2015 (superkombinacja) – 3. miejsce